# جیمز ساموئل کلمن
جیمز ساموئل کلمن (به انگلیسی: James Samuel Coleman)؛ (۱۲ مه ۱۹۲۶–۲۵ مارس ۱۹۹۵) جامعه‌شناس، نظریه‌پرداز و پژوهشگر تجربی آمریکایی بود که عمدتاً در دانشگاه شیکاگو مستقر بود. کلمن در سال ۱۹۹۱ به عنوان رئیس انجمن جامعه‌شناسی آمریکا انتخاب شد. او جامعه‌شناسی آموزش و پرورش و سیاست عمومی را مطالعه کرد و یکی از اولین کاربران اصطلاح سرمایه اجتماعی بود. کتاب بنیادهای نظریهٔ اجتماعی او بر نظریه‌های جامعه‌شناسی تأثیر گذاشت. کتاب‌هائ جامعه نوجوانان (۱۹۶۱) و گزارش کلمن (برابری فرصت‌های آموزشی، ۱۹۶۶) دو تا از پر استنادترین منابع در جامعه‌شناسی آموزش و پرورش بودند. گزارش عالی کلمن به دگرگونی نظریه آموزشی، تغییر شکل سیاست‌های آموزشی ملی کمک کرد و بر افکار عمومی و دانشمندان در مورد نقش مدرسه در تعیین برابری و بهره‌وری در ایالات متحده تأثیر گذاشت.

## اوایل زندگی
جیمز ساموئل به عنوان پسر جیمز و مورین کلمن، دوران کودکی را در بدفورد، ایندیانا گذراند ولی پس از آن به لوئیزویل، کنتاکی مهاجرت کرد. پس از فارغ‌التحصیلی در سال ۱۹۴۴، او در یک مدرسه کوچک در ویرجینیا ثبت‌نام کرد ولی در طول جنگ جهانی دوم در نیروی دریایی ایالات متحده خدمت کرد. کلمن مدرک لیسانس خود را در مهندسی شیمی از دانشگاه پردو در سال ۱۹۴۹ دریافت نمود و در سال ۱۹۵۲ در ایستمن کداک شروع به کار کرد. کلمن به جامعه‌شناسی علاقمند شد و تحصیلات تکمیلی خود را در دانشگاه کلمبیا ادامه داد و در سال ۱۹۵۵ فارغ‌التحصیل شد.

## شغل
کلمن با دو مطالعه در زمینه حل مسئله به شهرت دست یافت: درآمدی بر جامعه‌شناسی ریاضی (۱۹۶۴) و ریاضیات کنش جمعی (۱۹۷۳). او در دانشگاه استنفورد و دانشگاه شیکاگو تدریس می‌کرد. در سال ۱۹۵۹ به دانشگاه جان هاپکینز رفت و در آنجا به عنوان دانشیار تدریس می‌کرد و «گروه جامعه‌شناسی» را تأسیس نمود. 
در سال ۱۹۶۵ در اجرای طرح کملوت شرکت داشت: یک طرح پژوهشی دانشگاهی که توسط ارتش ایالات متحده از طریق دفتر تحقیقات عملیات ویژه برای آموزش تکنیک‌های ضدشورش انجام می‌شود. او سرانجام سال ۱۹۷۳ که به دانشگاه شیکاگو بازگشت و استاد تمام وقت در روابط اجتماعی شد.
پس از بازگشت، استاد و مدیر ارشد مطالعات مرکز ملی افکارسنجی شد. در سال ۱۹۹۱، کلمن به عنوان هشتاد و سومین رئیس انجمن جامعه‌شناسی آمریکا انتخاب شد. در سال ۲۰۰۱، کلمن در کتاب ریچارد پوزنر تحت عنوان روشنفکران عمومی: مطالعه‌ای در مورد انحطاط در میان ۱۰۰ روشنفکر برتر آمریکایی قرار گرفت.
کلمن تحت تأثیر جیمز برنهام و پل لازارسفلد با جامعه‌شناسی ریاضی و توسط رابرت کی. مرتن با نظریات امیل دورکیم آشنا شد. کلمن با نوجوانی، اقدامات شرکتی و انتخاب عقلانی مرتبط است. او با جامعه‌شناسان پیتر بلاو، دانیل بل و سیمور مارتین لیپست زمینه‌های مشترک دارد و برای اولین بار پس از اخذ دکترا با آنها پژوهش کرد.

## مشارکت‌های عمده

### گزارش کلمن
به گزارش کلمن در زمینهٔ جامعه‌شناسی آموزش و پرورش به‌طور گسترده استناد شده‌است. در دهه ۱۹۶۰، در زمان تدریس در دانشگاه جانز هاپکینز، اجرای این پژوهش به کلمن و چندین پژوهشگر دیگر توسط «مرکز ملی آمار آموزش و پرورش» سفارش داده شد. گزارشی در مورد برابری آموزشی در ایالات متحده، یکی از بزرگترین مطالعات تاریخ بود که بیش از ۶۵۰۰۰۰ دانش‌آموز در نمونه آماری مورد بررسی قرار گرفت. نتیجه آن گزارش مفصل، بیش از ۷۰۰ صفحه شد. گزارش سال ۱۹۶۶ با عنوان «برابری فرصت‌های آموزشی» (که با نام «گزارش کلمن» نیز شناخته می‌شود)، به بحث‌هایی در مورد «تأثیر مدرسه» دامن زد که امروزه نیز مطرح است. به عنوان یک مدرک و یافته کلیدی در گزارش کلمن و پژوهش‌های بعدی، چنین گفته می‌شود که معمولاً «بودجهٔ مدرسه تأثیر کمی بر پیشرفت دانش‌آموزان دارد.»
از نظر امکانات فیزیکی، برنامه‌های درسی رسمی و سایر معیارهای قابل اندازه‌گیری، تفاوت کمی بین مدارس سیاه و سفیدپوستان وجود داشت. همچنین، شکاف قابل توجهی در نمرات پیشرفت تحصیلی بین کودکان سیاه‌پوست و سفیدپوست کلاس اول وجود داشت. با وجود شرایط مشابه مدارس سیاه و سفید، این شکاف در پایان مقطع ابتدایی بیشتر شد. تنها متغیر ثابتی که تفاوت‌های نمره را در هر گروه نژادی یا قومی توضیح می‌دهد، پیشرفت تحصیلی و وضع اقتصادی والدین بود. بنابراین پیشینه و وضعیت اجتماعی - اقتصادی دانش‌آموز در تعیین نتایج تحصیلی دانش‌آموز اهمیت بیشتری دارد. به‌طور مشخص، نگرش والدین و مراقبان در خانه و همسالان در مدرسه دانش‌آموزان نسبت به آموزش و پرورش موثرتر است. علاوه بر این، تفاوت در کیفیت مدارس و معلمان، تأثیر مثبت کمی بر نتایج پیشرفت تحصیلی دانش‌آموزان دارد. این گزارش منجر به پژوهش‌های گسترده‌تر شد. در پژوهش‌های جدید به نتایج مشابهی رسیدند.

### سرمایه اجتماعی
در کتاب «بنیادهای نظریهٔ اجتماعی»، کلمن نظریه خود را در مورد سرمایه اجتماعی مورد بحث قرار می‌دهد: مجموعه منابعی که در «روابط خانوادگی» و در «سازمان اجتماعی جامعه» یافت می‌شود.
کلمن باورمند بود سرمایه اجتماعی برای رشد شناختی یا اجتماعی کودک یا جوان مفید است. او سه نوع اصلی سرمایه را مورد بحث قرار داده‌است: انسانی، فیزیکی و اجتماعی.
سرمایه انسانی شامل مهارت‌ها، دانش و تجربه یک فرد است که ارزش آنها در جامعه تعیین می‌شود. «سرمایه فیزیکی» که کاملاً ملموس و عموماً یک کالای خصوصی است، از ایجاد ابزارهایی برای تسهیل تولید سرچشمه می‌گیرد. علاوه بر سرمایه اجتماعی، سه نوع سرمایه‌گذاری سه جنبهٔ اصلی مبادله سرمایه جامعه را ایجاد می‌کند.
به گفته کلمن، سرمایه اجتماعی و سرمایه انسانی اغلب مکمل یکدیگر هستند. با داشتن مجموعه مهارت‌ها، تجربیات و دانش معین، فرد می‌تواند یک پایگاه اجتماعی را کسب و بنابراین سرمایه اجتماعی بیشتری دریافت نماید.
با مبادله سرمایه، نظریه‌های کلمن در مورد تعهدات و انتظارات مطرح می‌شود. او وضعیت احسان به کسی را «فشار اعتبار» توصیف می‌کند. اگر فردی نیاز به لطف داشته باشد، اساساً به شخص دیگری فیش اعتباری می‌دهد که به این معناست که برای کالاها یا خدمات خود بازپرداخت شود. برای اینکه فردی باور کند لطف او متقابل خواهد بود، کلمن باورمند است که دو شرط حیاتی وجود دارد: در یک محیط اجتماعی باید سطحی از «اعتماد» وجود داشته باشد تا بتوان باور داشت که این تعهد برآورده می‌شود. همچنین، فرد باید میزان «تعهد» را در نظر بگیرد.
در حالی که سرمایه اجتماعی دارای ارزش استفاده است ولی به آسانی قابل مبادله نیست. کلمن ایدهٔ «سرمایه نسبی» را بررسی می‌کند.
او باورمند بود ارزش سرمایه واقعاً به محیط اجتماعی و فرد بستگی دارد. با این حال، ارزش «سرمایه انسانی» و «سرمایه فیزیکی» نیز تغییر خواهد کرد.
کلمن همچنین این ایده را بررسی می‌کند که سرمایه‌گذاری اجتماعی سخت‌تر از سرمایه‌گذاری انسانی و فیزیکی است. سرمایه‌گذاری در سرمایه فیزیکی معمولاً هم از نظر مالی و هم از نظر اقتصادی تصمیم مناسبی است. سرمایه‌گذاری در سرمایه انسانی به معنای افزایش هوش و تجربه خود است که مطمئناً کار مثبتی است. وقتی نوبت به سرمایه اجتماعی می‌رسد، انگیزهٔ سرمایه‌گذاری همیشه از نظر شخصی جذاب نیست.
به گفته کلمن، وقتی افراد در سرمایه اجتماعی سرمایه‌گذاری می‌کنند، لزوماً روی خودشان سرمایه‌گذاری نمی‌کنند. سرمایه‌گذاری در سرمایه اجتماعی منجر به سرمایه‌گذاری در ساختار اجتماعی می‌شود که سرمایه در آن نهفته‌است که به نوبه خود تنها به نفع افراد و جمعیت‌هایی است که بخشی از آن ساختار اجتماعی خاص را تشکیل می‌دهند.

## میراث
کلمن با کتاب «مقدمه‌ای بر جامعه‌شناسی ریاضی» (۱۹۶۴) در ساخت مدل‌های ریاضی در جامعه‌شناسی پیشگام شد. رساله بعدی او، «بنیادهای نظریهٔ اجتماعی» (۱۹۹۰)، سهم عمده‌ای در شکل‌گیری دقیق‌تر نظریه‌پردازی در جامعه‌شناسی بر اساس انتخاب عقلانی داشت. کلمن بیش از سی کتاب نوشت و مقالات متعددی منتشر کرد. او همچنین یک شرکت آموزشی ایجاد کرد و «بازی‌های ذهنی» را با هدف بهبود توانایی‌های دانش‌آموزان مناطق محروم ساخت و به بازار عرضه کرد. کلمن بحث‌برانگیزترین یافته‌های پژوهشی خود را پیش از انتشار «برای سختگیرترین منتقدانش» ارسال می‌کرد و آن را «بهترین روش برای اطمینان از اعتبار» پژوهش‌هایش می‌دانست.
در زمان مرگش، او درگیر یک مطالعه طولانی مدت با عنوان «دبیرستان و بالاتر» بود که زندگی و شغل ۷۵٬۰۰۰ نفر را مورد بررسی قرار داده بود که در سال ۱۹۸۰ دانش‌آموز دبیرستان و بالاتر بوده‌اند.
کلمن نظریه‌های ماندگاری در مورد نظام آموزش منتشر کرد که به شکل‌گیری این رشته کمک کرد. با تمرکز او بر تخصیص حقوق می‌توان به تعارض حقوق پی برد. در اواخر عمرش، کلمن این پرسش را مطرح کرد که چگونه می‌توان نظام‌های آموزشی را پاسخگوتر کرد که سبب شد استفاده و تفسیر مربیان از تست استاندارد را زیر سؤال ببرد.
انتشار رسالهٔ «گزارش کلمن» شامل یافته‌های بسیار اثرگذاری بود که پیشگام جنبه‌های تبعیض‌زدایی از مدارس دولتی آمریکا شد. نظریه‌های او در مورد ادغام نیز مؤثر واقع گردید. وی همچنین این موضوع را مطرح کرد که شکاف تحصیلی بین پولدارها و دیگران کم شود. با ایجاد یک مرکز دانش‌آموزی جامع، می‌توان از تجربه آموزشی دانش‌آموزان بهره فراوان برد.